# ۸۰۷ (قمری)
۸۰۷ (قمری)، هشتصد و هفتمین سال در گاهشماری هجری قمری است. اول محرم این سال برابر با نوزدهم ژوئیه سال ۱۴۰۴ میلادی است.

## درگذشتگان
- سید نسیمی